# Jorden rundt på 80 minutter
Jorden rundt på 80 minutter er en dokumentarfilm fra 1955 instrueret af Hakon Mielche.

## Handling
Helt op til nutiden har de store oceaners dybder, dem fra 6000 meter og derunder, kun været udforsket med et trawlnet fra det svenske skib Albatros i 1948. Men nu har det danske ekspeditionsskib Galathea fuldført sin jordomspændende sejlads. Ekspeditionen varede godt 21 måneder og dens arbejdsfelt var alle de største havdybder, hvor ingen redskaber nogensinde før havde været. Forskerne fandt i hundredvis af helt nye fisk og andre dyrearter, som alle vil komme til at hedde Galathea til efternavn.